# 6846 Kansazan
6846 Kansazan eller 1976 UG15 är en asteroid i huvudbältet som upptäcktes de 22 oktober 1976 av de båda japanska astronomerna Hiroki Kōsai och Kiichirō Furukawa vid Kiso-observatoriet i Japan. Den är uppkallad efter den japanske filosofen Kansazan.
Den tillhör asteroidgruppen Nysa.